# Soleminis
Soleminis (sardinski: Solèminis) je grad i općina (comune) u pokrajini Južnoj Sardiniji u regiji Sardiniji, Italija. Nalazi se na nadmorskoj visini od 200 metara i ima 1 874 stanovnika.
 Prostire se na 12,79 km². Gustoća naseljenosti je 147 st/km².
Susjedne općine su: Dolianova, Serdiana, Settimo San Pietro i Sinnai.